# ビデオグラム

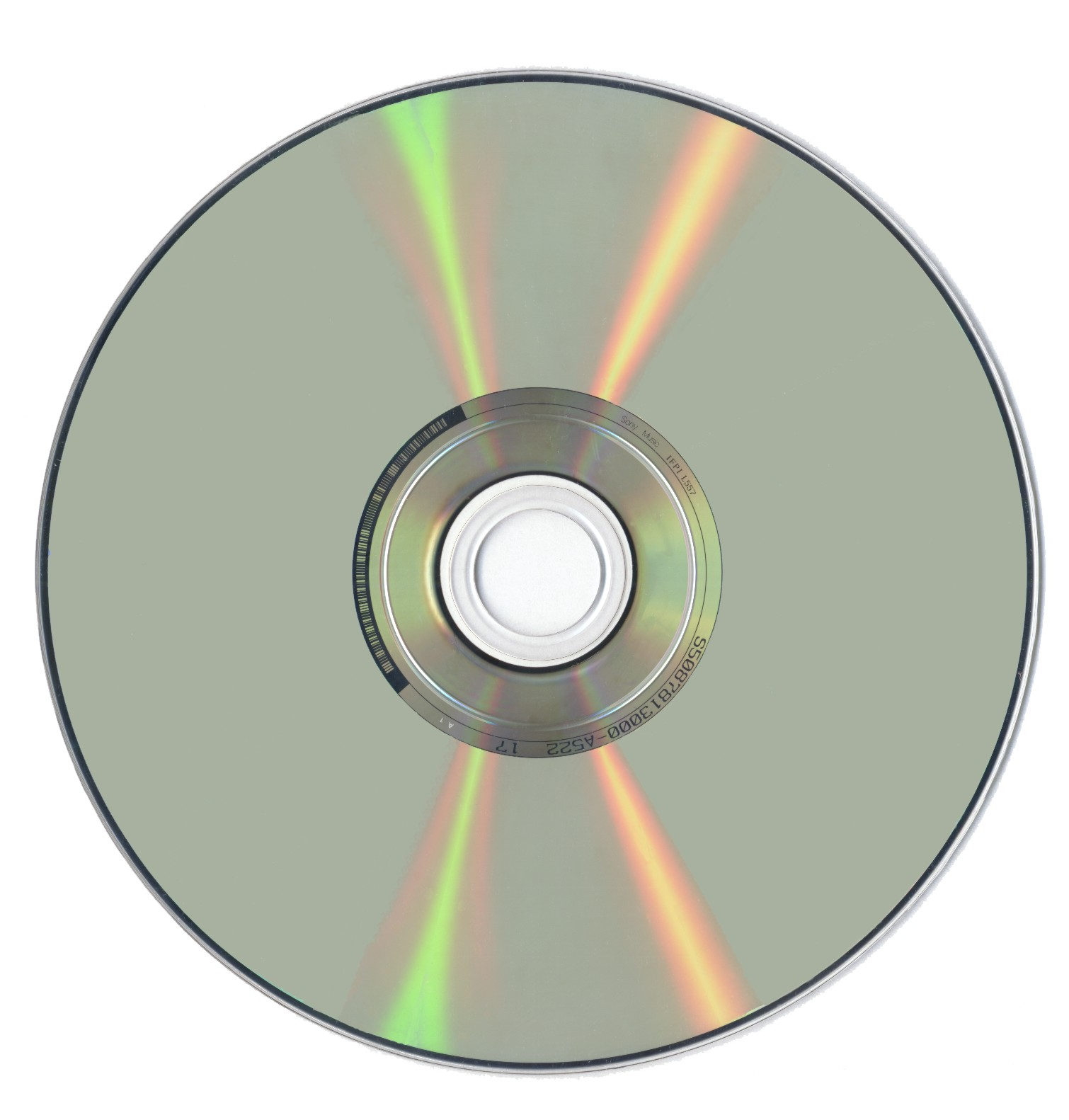
DVD-Videoメディアの裏面（記録面）

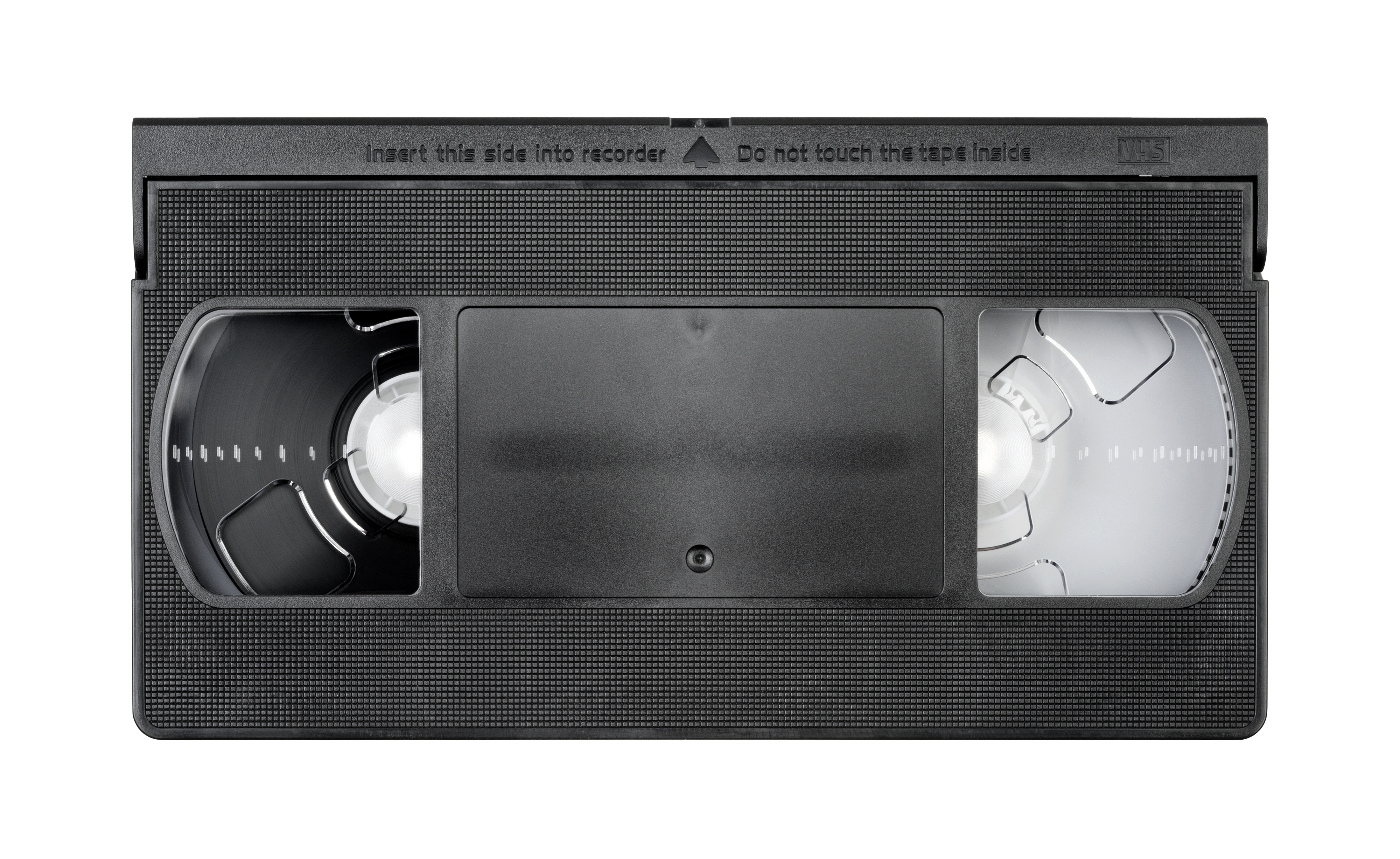
VHSテープ（カートリッジの表面）

ビデオグラム（英語: videogram, videogramme、フランス語: vidéogramme）は、電気的録音録画物ともいい、一般にいうビデオソフト、映像ソフトのことである。日本では、通称的にビデオと略されるが、この略語が指す範囲はビデオテープに限定したビデオグラムという意味から、ビデオを応用した何かという意味まで文脈により多様である。

## 略歴・概要
映画、テレビ番組などの映像作品を、VHSなどのビデオテープやDVD、Blu-ray Discなどの媒体に記録したもの、およびそのパッケージを指す。おもにフランス語、日本語で用いられ、特に日本においては、法的な正式名称として定義・運用され、個別のビデオグラムの冒頭の法的但し書きなどに使用されることで知られる。エンドユーザ向けの販売、レンタル業者への販売を含めたすべての「ビデオ」の種類を総合する語である。
日本においては、すべてのビデオグラムには、製作元、発売元、販売元が存在し、映画の場合、制作プロダクションやアニメ制作会社などの製作者が基本的に製作元を受け持ち、発売元はビデオグラム自体の製作とパッケージングを行い、販売元はビデオグラムの販売者であり宣伝と流通を行う。通常は発売元がビデオグラム用の映像を保有しているが、小学館やバップなどの一部ソフトは、発売元と映像保有元が異なることもある。殆どの深夜アニメや日本映画などの製作委員会方式を採っている作品は、製作委員会名を名義上の発売元に定めている作品も少なくない。
「ビデオグラム」という語は著作権法の条文に記載されてはいないが、「第四章 著作隣接権」、「第七章 権利侵害」に登場する二次使用の語が、映画、テレビ番組などのおもにビデオグラムなど（映画についてはテレビでの放送も含む）での使用について総体として指している。
1990年代頃からのVHSソフトの中には、ビデオソフトが正しくコピーされているかどうかを確認するため、末尾に「品質管理用の信号」として正弦波の音声が記録されていたものが存在した。
2020年代に入ると、ストリーミングによるビデオ・オン・デマンド（定額制動画配信サービス）の急速な普及により、物理メディアの売り上げが減少していることから、一部の地域でビデオソフトの販売を取り止める企業も出て来ている。

## 種類
- 媒体別
  - 磁気テープ - VHS、ベータマックスなど
  - ビデオディスク - レーザーディスク、VHD、ビデオCD、DVD、Blu-ray Discなど
- 用途別
  - レンタルビデオ
  - セルビデオ
  - オリジナルビデオ